# František Buříval
František Buříval, v knize narození František Vilím Buřval (3. října 1868 Česká Třebová – 8. srpna 1929 Nový Bohumín), byl československý politik a meziválečný poslanec Národního shromáždění za Československou stranu národně socialistickou.

## Biografie
Zpočátku pracoval v obchodě. Byl absolventem obchodní školy. Politicky aktivní byl již za Rakouska-Uherska. Roku 1897 spoluzakládal národně sociální stranu. Od roku 1890 nastoupil do rakouských státních drah. Vykonával různé drážní profese, později se angažoval v odborovém hnutí na železnici. Do výslužby odešel roku 1902 a pak se naplno věnoval odborářským aktivitám. Byl jedním z iniciátorů zaměstnaneckého protestu na železnici známého jako pasivní rezistence (absurdně důsledné dodržování norem vedoucí k faktickému ochromení provozu).

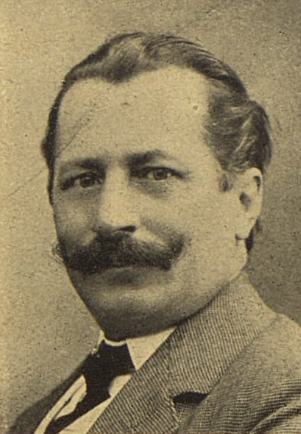
František Buříval (1917)

Ve volbách do Říšské rady roku 1907 se stal poslancem Říšské rady (celostátní parlament), kam byl zvolen za okrsek Čechy 013. Usedl do poslanecké frakce Sjednocení českých národně sociálních, radikálně pokrokových a státoprávních poslanců. Opětovně byl zvolen za týž obvod i ve volbách do Říšské rady roku 1911, po nichž se stal členem poslaneckého klubu Český národně sociální klub. Ve vídeňském parlamentu setrval do 30. května 1917, kdy ztratil mandát na základě pravomocného rozsudku z 28. října 1916.
Během první světové války byl totiž aktivní v odboji. V září 1915 byl zatčen v rámci razie rakousko-uherských úřadů proti předním politikům národních sociálů. Později v lednu 1916 byli zatčení i Josef Netolický, Václav Choc a Jan Vojna. 3. srpna 1916 byl vynesen rozsudek a Buříval byl odsouzen k pěti letům vězení. Důvodem byl nález jmen dotčených politiků v poznámkách T. G. Masaryka o poradách s domácím protirakouským odbojem. Trest vykonával v pevnosti Stara Gradiška v Chorvatsku. Amnestován císařským aktem v létě 1917 společně s dalšími českými poslanci říšské rady.
V letech 1918–1920 zasedal v československém Revolučním národním shromáždění. V parlamentních volbách v roce 1920 získal poslanecké křeslo v Národním shromáždění (navíc získal i post místopředsedy poslanecké sněmovny). V parlamentních volbách v roce 1925 poslanecký mandát obhájil. Po jeho smrti už vzhledem k blízkosti následujících parlamentních voleb nebylo jeho křeslo obsazováno náhradníkem.
Profesí byl podle údajů k roku 1925 tajemníkem v České Třebové. V tomto městě žil patrně od roku 1922, protože si zde tento rok nechal postavit menší vilu poblíž městského parku Javorka. Zastával funkci ústředního tajemníka národně socialistické Jednoty zaměstnanců československých státních drah a dlouhodobě redigoval list národně socialistických železničářů.
V závěru života trpěl zauzlením střev a delší dobu se léčil v lázních Darkov, odkud byl pro zhoršení stavu převezen do nemocnice v Novém Bohumíně, kde nemoci podlehl. Pohřben byl na městském hřbitově v České Třebové.